# Pfarrkirche Königswiesen

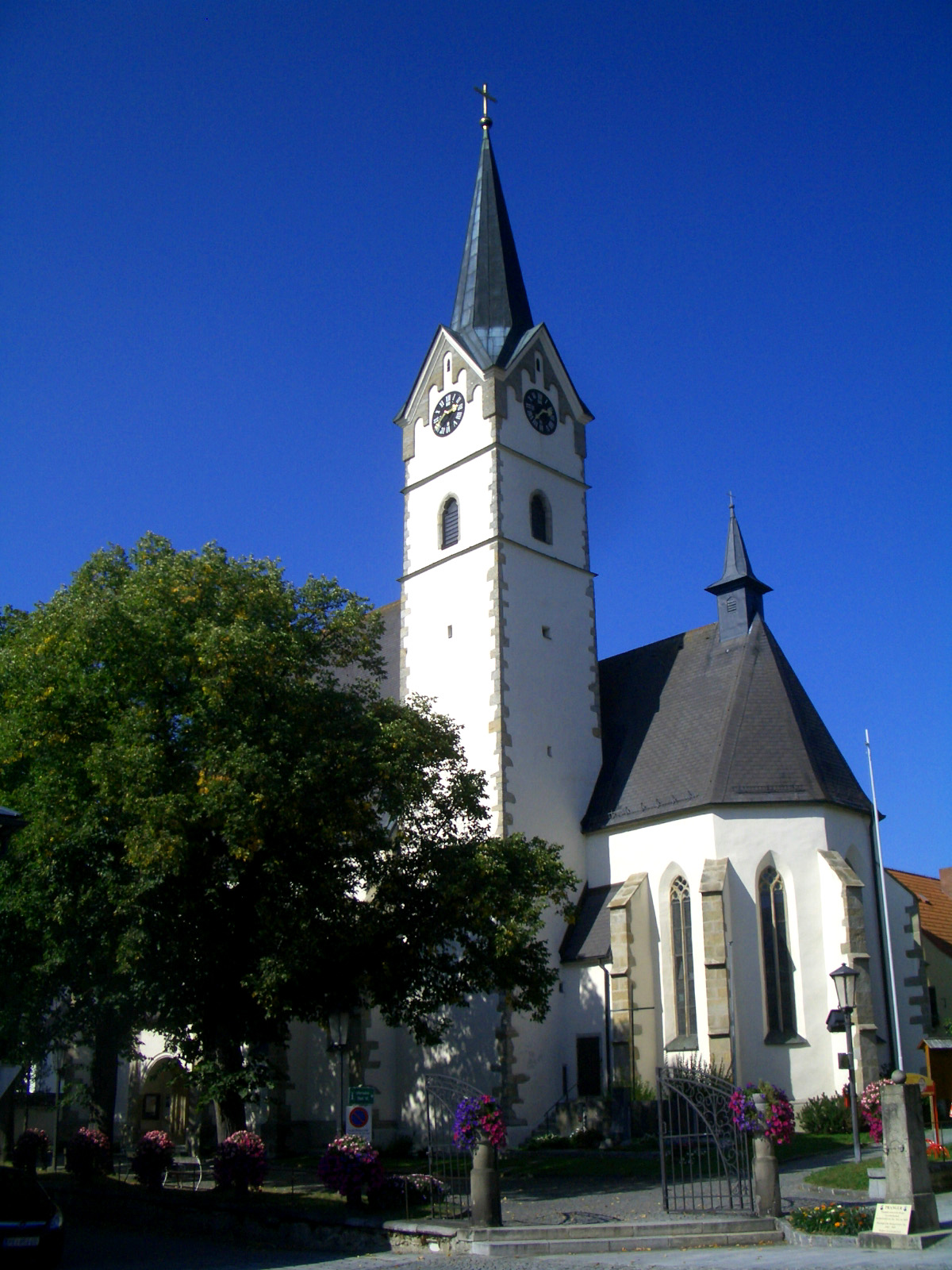
Katholische Pfarrkirche Mariä Himmelfahrt in Königswiesen

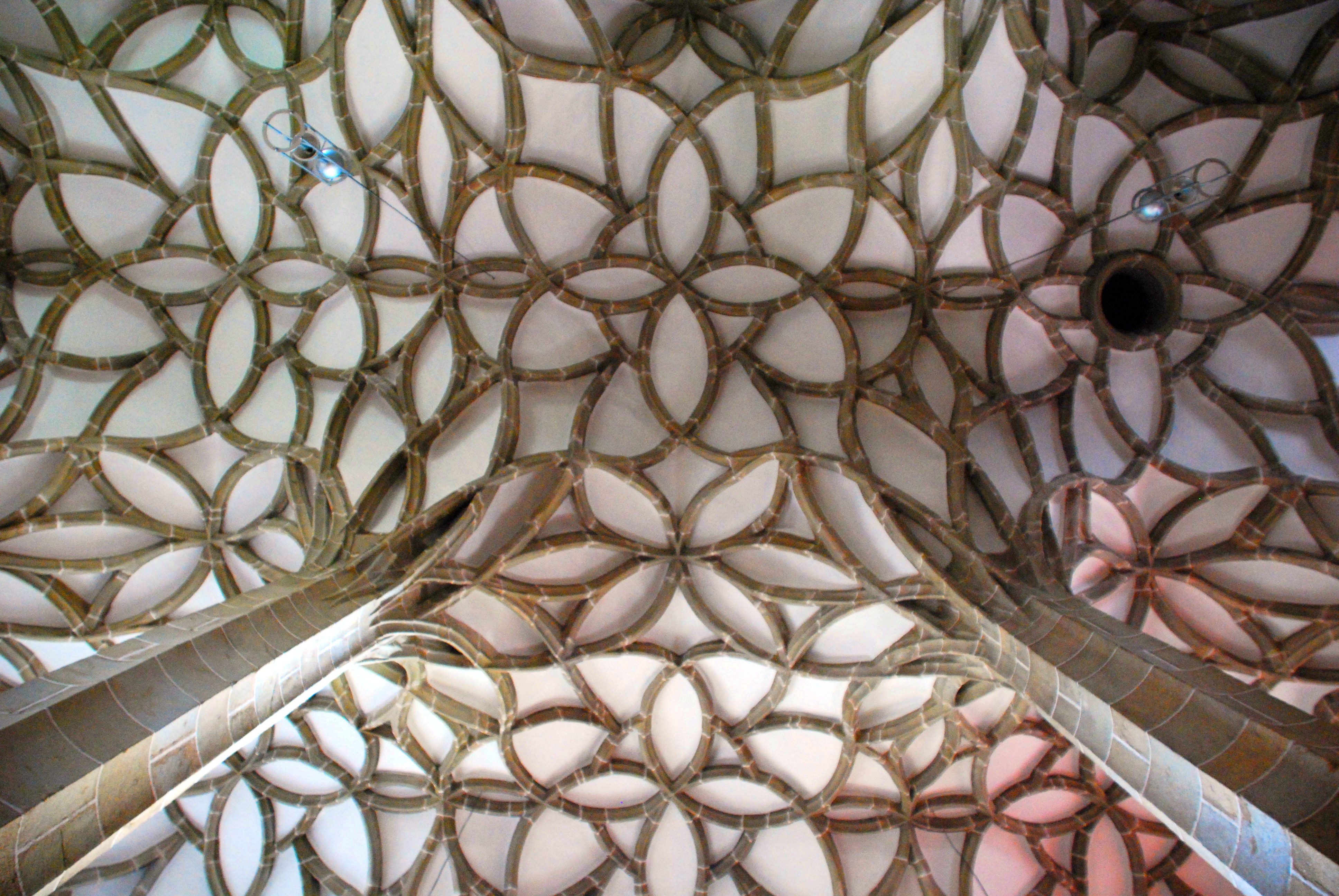
Kircheninnenraum mit Schlingrippengewölbe

Die Pfarrkirche Königswiesen steht am höchsten Punkt nordöstlich des Straßenplatzes in der Marktgemeinde Königswiesen im Bezirk Freistadt in Oberösterreich. Die auf das Fest Mariä Himmelfahrt geweihte römisch-katholische Pfarrkirche gehört zum Dekanat Unterweißenbach in der Diözese Linz. Die Kirche steht unter Denkmalschutz (Listeneintrag).

## Geschichte
Urkundlich wurde die Kirche 1147 als Eigenkirche des Otto von Machland dem Kloster Säbnich als Dotationsgut übergeben. Der erste Pfarrer wurde 1270 urkundlich genannt. 1399 wurde die Kirche dem Kloster inkorporiert und verblieb bis 1792 zur Auflösung des Klosters.
Die Nord-, West- und Ostmauer beinhalten romanische Baureste, im Dachboden sind bei der Ostmauer die Reste zweier älterer Giebel erhalten. Ein langer gotischer Umbau ab dem späten 14. Jahrhundert bis in das dritte Viertel des 15. Jahrhunderts zeigt mehrere Planänderungen anfänglich mit einer Hallenkirche und teils mit Strebepfeilern in der Westwand, ab 1400 Anbau eines niedrigeren südlichen Seitenschiffes mit einer Westempore, dabei Erhöhung des Mittelschiffes mit einem Ost- und Westgiebel im Dachboden, der Triumphbogen nennt 1456. Um 1520 wieder ein ganzseitiger Umbau zur heutigen erhalten Halle, damit Erhöhung der Mauern im ehemals südlichen Seitenschiff, damit Erhöhung der nördlichen Wandpfeiler und der Nordempore und die Vergrößerung der Fenster und die Einfügung eines Südportals. Der Chor wurde im vierten Viertel des 14. Jahrhunderts erhöht. Der massive Turm wurde in der zweiten Hälfte des 13. Jahrhunderts erbaut, originale Quadermalerei ist im Dachboden erhalten. Der Turm wurde in der zweiten Hälfte des 15. Jahrhunderts erhöht, 1880 brannte er ab, und wurde 1884 wohl weiter erhöht. Die Sakristei wurde im Anfang des 16. Jahrhunderts errichtet und erhielt 1997 einen Anbau.
1563 brannte der Dachstuhl ab. Restaurierungen waren 1949, 1963, 1981.

## Architektur
Die Kirche ist mit einem Schlingrippengewölbe ausgestattet, das als kunstgeschichtliche Rarität – nur wenige Pendants aufweist (u. a. auch noch in der Stadtpfarrkirche Freistadt in Oberösterreich, in der St.-Annen-Kirche in Sachsen und in der ehemaligen Pfarrkirche Leoben-Göß in der Steiermark). Das Schlingrippengewölbe gilt als höchster Ausdruck der Baukunst der Spätgotik und wurde in Königswiesen unter höchstem planerischen Aufwand 1520 zur Abstützung der Dachkonstruktion eingesetzt. Der Bau des Gewölbes soll sieben bis neun Jahre gedauert haben, da jede der einzelnen Rippen mit individuell bearbeiteten Steinen – wie für die Matrix eines Mosaiks – bearbeitet werden musste. Die Konstruktion wird der Bauhütte des Freistädter Steinmetzmeisters Mathes Klayndl zugeschrieben. Die Besonderheit dieser Rippenarchitektur besteht in ihrer ornamentalen Form – die Rippen „schlängeln“ sich richtiggehend über das Gewölbe, bilden asymmetrische Flächen und stützen auf höchst ausgeklügelte Weise die Gewölbebögen ab.
Das Langhaus ist ein mächtiger zweischiffiger vierjochiger Hallenbau mit einem äußerst dichten dynamischen Schlingrippengewölbe über oktogonalen Pfeilern, nordseitig über Wandpfeilern mit dazwischenliegenden netzrippengewölbten Anräumen, der östliche Anraum ist eine Kapelle, die drei westlichen Anräume beinhalten Emporeneinbauten. Die dreischiffige einjochige Westempore des Vorgängerbaues ist erhalten und beinhaltet Rippenansätze für eine neue Empore. Der eingezogene zweijoche Chor mit einem Fünfachtelschluss und einem Kreuzrippengewölbe steht bezogen auf den Vorgängerbau in der Achse des Nordschiffes. Der hohe schlanke Turm im südlichen Chorwinkel ragt baulich etwas in den Chor hinein. Die gotische kreuzrippengewölbte Sakristei im nördlichen Chorwinkel erhielt westlich einen kleinen Anbau.